# Mykola Stanislavovitch Pyaskorskyi
 (février 2018).
Mykola Stanislavovytch Pyaskorskyi (en ukrainien : Микола Станіславович П'яскорський, en russe : Николай Станиславович Пяскорский) est un caporal, démineur, né en 1942 dans une famille d’un villageois à Gorodichtche, raïon de Chepetivka dans l’oblast de Khmelnytsky en Ukraine et mort le 11 décembre 1963 à Alger.

## Biographie
Volontaire soviétique envoyé en Algérie pour assister au déminage après l'indépendance, il a, au cours de son service, découvert et déminé plus de 10 000 mines, dont plus de 300 mines bondissantes à fragmentation extrêmement dangereuses. Mort décapité lors de la neutralisation de mine au cours de sa mission en Algérie, il est enterré dans un cimetière à Gorodichtche.
À titre posthume, il a reçu l'ordre du Drapeau rouge.
Pour la première fois, le ministre de la Défense de l’Algérie a décidé d'envoyer les restes d'un soldat décédé à sa Patrie. La processions des milliers d’habitants de la ville d'Annaba ont accompagné le cercueil au bateau à moteur Académicien Mykola Burdenko, spécialement envoyé au port.

## Commémoration
Un arrêt de la ligne de chemin de fer Chepetivka-Khmelnytsky porte le nom de Mykola Pyaskorskyi. Il y a des rues nommées du nom de Pyasorskyi à Chepetivka, Khmelnytsky et certains villages.
Impressionné par l’acte de courage d'un soldat, le poète ukrainien, Petro Karas a écrit une collection poétique dédiée au sacrifice de soi d’un Ukrainien et aux liens qui attachent la terre de Khmelnytsky à l'Algérie lointaine. Le nom de cette collection est symbolique – Tchervonozem qui est traduit de la langue ukrainienne comme Terre rouge. Les poèmes appartiennent à la poésie civile, épique, au romantisme ballade. Beaucoup d'entre eux glorifient aussi la beauté des sentiments humains, la vitalité et la disponibilité au sacrifice de soi pour le bien de la vie.